# Barracó per caçar al filat (Godall)
El Barracó per caçar al filat és una obra de Godall (Montsià) inclosa a l'Inventari del Patrimoni Arquitectònic de Catalunya.

## Descripció
Barracó per caçar al filat construït de pedra seca.
El sistema de casa està basat en preparar una pica d'aigua per atraure els ocells de les oliveres de l'entorn. A l'hora de caçar (un matí ventós), es prepara una xarxa o filat colgat a l'entorn de la pica que el caçador farà desplegar sobre els ocells que hi vagin a beure, tot amagat a la barraca.
La construcció està feta de murs i falsa volta de pedra seca. Disposa de porta i unes espieres per veure de dins a fora. Les mesures són diverses, però permeten l'estada d'un o dos caçadors asseguts a terra.